# ダイヤモンドテトラ

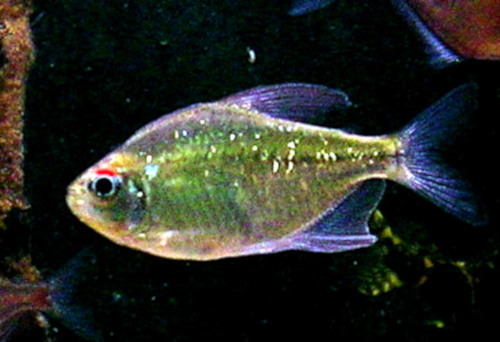
ライティング違いの同種

ダイヤモンドテトラ（学名：Moenkhausia pittieri）は、カラシン科モンクホーシア属に属する小型カラシン。
成長とともに体側の鱗の一部が光を反射して輝くことからこの名で呼ばれる。美しい熱帯魚。飼育魚として一般に流通するが性格はやや荒いとされ、混泳には注意を要する。

## 分布
ベネズエラのバレンシア湖流域に分布する。

## 特徴
オスは成長ととも背鰭が伸張し、オス同士が出会うと鰭を張広げるフィン・スプレッディングと呼ばれる威嚇を行う。
本種に限らず、モンクホーシア属のカラシンは水草を齧る傾向がある。